# Голин, Стив
Стивен Аарон Голин (англ. Steve Golin; 6 марта 1955, Дженива, Нью-Йорк, США — 21 апреля 2019) — американский продюсер кино и телевидения. Голин был основателем и генеральным директором Anonymous Content LLP, компании по разработке, производству и управлению мультимедиа, а также соучредителем и генеральным директором Propaganda Films.

## Биография
В 1976 году Стив Голин окончил Школу искусств Tisch при Нью-Йоркском университете.
В 1986 году Голин и его партнер Джони Сигватссон основали компанию Propaganda Films. Они занимались продюсерской деятельностью, рекламой и производством видео. Компания быстро выбилась в лидеры рынка и не раз была отмечена престижными премиями: MTV Video Music Awards и Каннского фестиваля.
Это произошло во многом благодаря поиску и удачным инвестициям в новые имена. Её открытиями стали: Дэвид Финчер, Майкл Бэй, Спайк Джонз, Антуан Фукуа, Гор Вербински, Алекса Пройас и Мишель Гондри.
После того, как Propaganda Films стала успешной, Голин и Сигватссон продали её PolyGram. Но когда Polygram был продан Seagram в 1998 году, все те, кого когда-то привел туда Голин, были уволены, и он потерял контроль над компанией. В 1999 году ему пришлось окончательно расстаться с Propaganda Films.
Следующим проектом Стивена Голина стала компания Anonymous Content, основанная в начале 2000 года, с резиденцией в Калвер-Сити, штат Калифорния. Голин сам руководил коммерческим подразделением компании. Она производила рекламные ролики и среди её клиентов были: Audi, Citibank, Кока-кола, Ford, Intel, Nike, Пепси, United Airlines.
В 2000 году на конкурсе Billboard Music Awards их клип для группы A Perfect Circle на песню Judith (режиссёр Дэвид Финчер) получил награду «Лучший новый исполнитель» (категория «Хард-рок»). Anonymous также разрабатывал проекты для музыкальных групп: Cypress Hill, Filter, Smash Mouth, Third Eye Blind и The Wallflowers.

## Премии и награды
2005 году фильм «Вечное сияние чистого разума» получил премию Британской академии кино и телевизионных искусств (BAFTA) в номинации «Лучший фильм».
2007 году фильм «Вавилон» побеждает в номинации «Лучший фильм» сразу на двух конкурсах, и получает премию Оскар и премию Британской академии кино и телевизионных искусств (BAFTA).
В 2016 году два фильма «В центре внимания» и «Выживший» были номинированы на эти же премии. В результате Оскар получил фильм «В центре внимания», а BAFTA признали лучшим фильмом «Выживший».

## Избранная фильмография
- Игра, режиссёр Дэвид Финчер (1997)
- Быть Джоном Малковичем, режиссёр Спайк Джонз (1999)
- Вечное сияние чистого разума, режиссёр Мишель Гондри (2004)
- Вавилон, режиссёр Алехандро Гонсалес Иньярриту (2006)
- Версия, режиссёр Гэвин Худ (2007)
- Мистер Робот, режиссёр Сэм Эсмейл (2015)
- В центре внимания, режиссёр Том Маккарти (2015)
- Выживший, режиссёр Алехандро Гонсалес Иньярриту (2015)